# Köhn
Köhn là một đô thị thuộc huyện Plön, trong bang Schleswig-Holstein, nước Đức. Đô thị Köhn có diện tích 13,16 km², dân số thời điểm 31 tháng 12 năm 2006 là 839 người.